# Anglesea, Victoria
Anglesea är en ort i Australien. Den ligger i kommunen Surf Coast och delstaten Victoria, omkring 95 kilometer sydväst om delstatshuvudstaden Melbourne. Anglesea ligger 9 meter över havet och antalet invånare är 2 290.
Närmaste större samhälle är Torquay, omkring 15 kilometer nordost om Anglesea. Genomsnittlig årsnederbörd är 744 millimeter. Den regnigaste månaden är juni, med i genomsnitt 113 mm nederbörd, och den torraste är januari, med 31 mm nederbörd.